# Lophoplax
Lophoplax is een geslacht van kreeftachtigen uit de klasse van de Malacostraca (hogere kreeftachtigen).

## Soorten
- Lophoplax bicristata Tesch, 1918
- Lophoplax sculpta (Stimpson, 1858)
- Lophoplax sextuberculata Takeda & Kurata, 1984
- Lophoplax takakurai Sakai, 1935